# Ески Хисар (Валовища)
Ески Хисар (на гръцки: Εσκί Ισάρ, Ески Исар, Κάστρο Μαύρου Βράχου) е антично и средновековно отбранително съоръжение, разположено край валовищкото село Пулево (Термопиги), Северна Гърция.

## Име
Екси Хисар е от турски и означава Стара крепост. Гръцкото име Κάστρο Μαύρου Βράχου в превод означава Крепост на Черния връх.

## Местоположение
Крепостта е на внушителен скалист рид с тъмен цвят на скалите в западната част на Шарлия на 3 km североизточно от град Валовища (Сидирокастро). Има много вода и 360° видимост на околността, която достига до планините Алиботуш, Сенгелската планина и Беласица и голяма част от Сярското поле. Крепостта контролира преминаването на Белица (Крушовската река), която тече под източните склонове. От рида падат топли води, образувайки внушителни водопади, и се вливат в Белица.
Крепостта се намира на по-малко от 4 km от друго подобно укрепление - Елешнишката крепост и има визуален контакт с Хисар при Валовища.

## История
Крепостта не се споменава в историческите извори.
В 2005 година 28 ефория за праисторически и класически старини провежда проучване на подножието на обекта и резултатите потвърждават по-ранна хипотеза, че в подножието на скалата е имало важно светилище на Аполон и Пан, което е било разрушено през IV век. Изследвани две естествени ниши на входа на пролома, в които е открита забележителна керамика от Късната неолитна епоха. На друго място в една от плитките скални пещери на скалата е открита малка груба полукръгла стена, която защитава пещерата, с периметър 10,5 m, височина 1,20 m, ширина 0,90 m, със силни следи от горене отвътре. Тази стена, която няма пряка връзка със замъка на върха, датира от раннохристиянската епоха, когато скалата е използвана за жилище.
В основата на каменна стълба, водеща към античните култови пространства, са открити счупени вази, железни наръчници и много медни монети, повечето от които са на Марк Аврелий от II век и Константин Велики IV век.
Археологическото проучване от 2005 година не се занимава с крепостта на върха на скалата, която е много по-млада от времето, когато е разрушено античното светилище. В „Археологико Делтио“ от 1988 година е формулирана хипотезата, че укреплението на върха е от същата епоха като Хисар при Валовища - началото на XIV век. Видът на зидарията наистина се отнася горе-долу към този период.
Така скалата е обитавана от Късния неолитен период до Късната античност и Раннохристиянската епоха. За Средновизантийския период няма данни, но вероятно е продължило да съществува някакво укрепление, което е възстановено през Късновизантийския период, може би малко след 1330 година. Османците овладяват района в 1383 година и логично през следващите десетилетия крепостта трябва да е била изоставена.

## Архитектура
Крепостта заема платото на върха на площ около 30 декара. Страните на крепостта са стръмни и полегати и затова не всички са укрепени. Единствената проходима точка до върха е гърлото, образувано от съседно по-ниско залесено било на югоизток от върха. На това място има развалини от стена, която следва пресечения терен и блокира входа на крепостта. Стената е изградена от различни по големина камъни със свързващ хоросан, като на няколко места има плътно използване на тухли.
Най-високата оцеляла част от стената е висока 1,80 m, а дебелината варира от 1,30 m до 1,50 m. От дясната страна на стената е имало кула 4,20 x 4,5 m и вероятно там е била портата. Малко по-високо има издатък на стената с размери 1,2 m х 5,5 m, която също може да е била кула.
Вътре в крепостта са оформени площадки, където се виждат каменни купчини, основи на сгради и разпръснати камъни с керамика. Явно това са останките от средновековното селище.
На върха има извор с постоянно ниво през цялата година, дори и в период на голяма суша. В него сред множеството камъни вътре, са намерени и две малки части от антични колони.